# Gmina Kinda
Gmina Kinda (szw. Kinda kommun) – gmina w Szwecji, w regionie Östergötland, z siedzibą w Kisa.
Pod względem zaludnienia Kinda jest 216. gminą w Szwecji. Zamieszkuje ją 9953 osoby, z czego 49,96% to kobiety (4973) i 50,04% to mężczyźni (4980). W gminie zameldowanych jest 159 cudzoziemców. Na każdy kilometr kwadratowy przypada 8,77 mieszkańca. Pod względem wielkości gmina zajmuje 90. miejsce.